# إبراهيما بانغورا
ابراهيما بانغورا (بالفرنسية: Ibrahima Bangoura)‏ (8 ديسمبر 1982 غينيا - ) هو لاعب كرة قدم غيني، يلعب كمهاجم.

## مسيرته

### مسيرته مع الأندية
- 2000 - 2001 لعب مع نادي إستر 25 مباراة سجل خلالها هدف.
- 2001 - 2001 لعب مع نادي إستر 13 مباراة سجل خلالها هدف.
- 2002 - 2002 لعب مع نادي واسكال 12 مباراة سجل خلالها هدف.
- 2009 - 2010 لعب مع دنيزلي سبور 29 مباراة سجل خلالها 3 أهداف.
- 2010 - 2010 لعب مع قونيا سبور 8 مباريات.
- 2011 - 2011 لعب مع نادي خزر لنكران 5 مباريات.
- 2013 - 2013 لعب مع نادي إيراكليس 9 مباريات سجل خلالها هدف.

## وصلات خارجية
إبراهيما بانغورا على موقع اتحاد تركيا (لاعب) (الإنجليزية)
- إبراهيما بانغورا على موقع قاعدة بيانات كرة القدم.إي يو (الإنجليزية)
- إبراهيما بانغورا على موقع ناشيونال فوتبول تيمز (الإنجليزية)